# 蹴撃手マモル
『蹴撃手マモル』（キックボクサーマモル）は、ゆでたまごによるムエタイを題材とした漫画。

## 作品解説
集英社の漫画雑誌『週刊少年ジャンプ』にて1990年33号から1991年13号まで連載。連載話数の単位はACT.○（○は数字）。この作品の原型として、『週刊少年ジャンプ』1990年12号に掲載された読切作品『Kick Boxer マモル』がある。
作者ゆでたまごによるとムエタイに感激し、「カンフーのような修行モノを描きたかったのが執筆のきっかけ」「ムエタイを、日本の子供に紹介するつもりでやろう」と語っている。5ヶ月で打ち切りになり（ゆでたまご曰く「仕掛けが早すぎた」）、連載が終わった1年後にK-1の大ブームが来て、当時の編集長の後藤広喜に「もうちょっと続けときゃよかったな」と言われたと語る。主人公マモルの修行シーンなどは実際のムエタイのものとは異なり、ほとんどがゆでたまごの創作である。
バーグマン田形は作者が得意のギャグを控えめにしたのがマイナスでキックボクシングブームやK-1ブレイクの時期でもなく最終回でのマモルの台詞「戦いはこれからだ!」で締められたのは清々しいまでに打ち切り漫画の典型だったと評した。
2014年夏に電子書籍化が発表された。

## あらすじ
中学生・蹴田マモルは、天才的な走り高跳びの才能を持っており、親善陸上競技大会に出場するためタイの首都バンコクに渡っていた。ある日、マモルはムエタイチャンピオン、キング・パイソンとその門下生たちの事件を目撃し、ムエタイの魅力に取りつかれてしまう。ムエタイの試合を見に行ったマモルは3年前に格闘家になるため家を出た兄・イサオと再会する。イサオはパイソンに挑戦するも完敗してしまう。その光景に耐え切れなくなったマモルは兄の敵を討つため、パイソンらに挑戦状を叩き付け、ゼペット・チャンガーの下で修行を始めたのだった。

## 登場人物

### メインキャラクター
蹴田 マモル（）
主人公。日本人。13歳。寺安府（じゃんぷ）中学の走高跳の選手で、その中学生離れした卓越したジャンプ力から将来を有望されていた。しかし、大会出場のためやってきたタイの首都バンコクの市場で、道場から逃げ出した門下生に制裁を加えるパイソンの身体能力の高さを目の当たりにし、ムエタイへの興味を強める。そんな折、長らく行方不明の兄・イサオがパイソンとの試合で完膚なきまでに敗北し、制裁を加えられたことに腹を立て、パイソンに挑戦状を叩き付ける。そしてパイソンによって「九十日殺し蛇刻印」をかけられた兄を救うために、ムエタイの選手になることを決意。バツヤリの達人ゼペット・チャンガーの元に弟子入りし、厳しい修行や特訓に耐える。その結果心身ともにたくましくなり、パイソンたちに勝負を挑む。しかし、ニシキ蛇会の選手を2人まで倒すも、パイソンとの勝負は描かれることは無かった。お調子者だが、根は優しく、兄思いの少年。名の「マモル」はタイでは神聖な鳥とされる「マモォール鳥」と似ているという。走り高跳びの経験を生かした身体能力を持ってムエタイの技を操る。

蹴田 イサオ（）
マモルの兄。キックボクシングのアマチュアチャンピオンだったがムエタイに憧れ、家を離れ旅に出る。3年もの間家族と会っていなかったが、パイソンに勝負を挑む際にマモルと再会。果敢に挑むも結果は完敗。マモルが逃げ出さないための保険として、パイソンにより九十日間足の骨の破片が体を巡り、最後の九十日目に骨が心臓に達して死に至るという「九十日殺し蛇刻印」をかけられてしまう。弟思いの優しい兄。

ゼペット・チャンガー
チェンマイ西部のストープ山に住むムエタイそっくりの技・バツヤリ（漢字では弓へんに発と槍で表す）を使う幻の達人。バツヤリ道場第十九代目師範。見た目は小柄な老人ながら、かつては伝説的な強さを誇る選手であったという。残虐ファイト専門のパイソンが支配する現在のムエタイ界に嫌気がさして隠居しており、当初はマモルを弟子に取るつもりは無かったが、マモルの熱意に根負けし、弟子に取る。マモルに様々な修行や特訓を課す。パイソンとは過去に何らかの因縁があったらしいが、それについて詳しい説明はされないまま連載は終了した。

タノン・ムアスリン
両親と死別し、ゼペットの下で雑用係の使用人として働くかたわら、バツヤリの手ほどきを受けている10歳の少年。ゼペットの正式な弟子ではないと言われているが、本人ははっきりとゼペットの弟子を自負しており、その腕前は子供ながらかなりのもの。当初は「マモルがいたらゼペットとの練習の時間が半分になってしまう」という理由でマモルに対し敵意を抱いていたが、マモルとの真剣勝負を通して彼の才能を認め、その後はマモルの良き友人として特訓に協力するようになった。
連載の最後でマンティス・ボーイに対するニシキ蛇会の制裁を止めようとしたマモルに加勢するため、兎を模したヘッドギアを身に付けてリングに上がる。

### ニシキ蛇会
キング・パイソン
ムエタイバンコクライト級チャンピオン。20歳。1歳の頃よりムエタイ道場に通い、中学生の頃には彼の相手になる選手は誰もいなくなってしまい、現在ではライト級チャンピオンとして無敗の快進撃を続けている。また、バンコク郊外の密林の奥に道場を構えるパイソン道場（ニシキ蛇会）の総帥でもある。ニシキ蛇会の練習は過酷を極め、道場から逃げ出す門下生は後を絶たないが、逃げ出した者はパイソンによって制裁を加えられる。また、ニシキ蛇会の選手は試合で負けた場合、制裁として片腕をへし折られ、再起不能の体にされるという冷酷な掟がある。さらに、試合の場では審判たちもニシキ蛇会の権力を恐れているためか、ニシキ蛇会の選手に対しては甘い判定を出す場合が多いが、そうでなくともニシキ蛇会では審判の死角を突くやり方を積極的に推奨している。王者らしく堂々とした風格の持ち主だが、プライドは人並外れて高く、自分のプライドを傷付けた者に対しては「死をもって償うか土下座して詫びるか」の選択を迫る（マモルは土下座も拒否したため、パイソンをさらに怒らせる結果を招いた）。
パイソン（ニシキヘビ）の名が示す通り、胸にニシキヘビの頭のタトゥーを入れ、ニシキヘビを模したヘッドギアを着けている。マモルに挑戦状を叩き付けられた際、マモルが逃げ出さないための保険としてマモルの兄・イサオに「九十日殺し蛇刻印」をかけた。この技は相手の足の小指付近の骨を折って針とし、激痛と熱さ、そして蛇状の痣を伴いながら心臓に上らせていくもので、蛇の頭の痣が心臓に達する90日後に骨が心臓を突き刺して死に至らしめる。これを解除させるツボはパイソンしか知らない。
ゼペットとは何かしらの因縁を持っているが、それが作中で描かれることはなかった。

チンタオ・スコルピオン
パイソンの直弟子の1人。マモルと同い年の13歳。バンコクフェザー級4位。ニシキ蛇会の刺客の1番手。その名の通りスコルピオン（サソリ）を模したヘッドギア（実際はほぼヘルメット）を着け、技もサソリのような動きを見せる。胸にはニシキヘビの尻尾の端のタトゥーを入れている（パイソンと他の3人の弟子と合わせると、一つの巨大な蛇のタトゥーになる）。左ひざによる蹴りを往復ビンタのように繰り出す「ティムティム人形の舞」という必殺技を持つ。またバイシクル・キックを得意技とするが、実在のものとは異なりサソリのように体を背中から折り曲げてキックする。
マモルに敗れるも、正々堂々とした態度に心を改め、マモルとの間に友情を築くが、試合での敗北を許さないニシキ蛇会の冷酷な掟により、マンティス・ボーイ（後述）の手で徹底的に叩きのめされ、右腕をへし折られて二度とムエタイのできない再起不能の体にされてしまった。そのスコルピオンに対するニシキ蛇会の非道な仕打ちを目の当たりにしたマモルは、ニシキ蛇会とパイソンに対する激しい怒りをあらわにし、改めてパイソンを倒すことを強く誓った。

マンティス・ボーイ
パイソンの直弟子の1人。ニシキ蛇会の2番目の相手。その名の通りマンティス（カマキリ）を模したヘッドギアを着け、細長いグローブを手にはめている。「ゴム人間（ラバーメン）」というあだ名を持つ長身の男で、そのあだ名の通り人間離れしたゴムのような肉体をしており、自在に攻撃をよけられ、その肉体はいかなる攻撃も弾き返す。その強さから「ミスター・パーフェクト」とも呼ばれている。必殺技は「ウォーター・ホイール・蹴り（テツ）」。胸にはニシキヘビの尾のタトゥーを入れている。パイソンの命令によりスコルピオンに制裁を加え再起不能の体にするなど冷酷・冷血な男だが、妹のパサディーと弟のパックンがおり、幼い2人の前では優しい兄である。本来はクリーンファイトの選手であったが、熟練した選手の残虐なラフファイトの前にはなす術もなく、才能はありながらも前座試合の咬ませ犬という貧しい選手生活を余儀なくされてしまい、生活のためにやむなく残虐ファイトに転向した過去を持つ（実際、残虐ファイトに転向してからは高収入の身分になり、妹と弟にも多額の小遣いを与えていた）。しかし、彼の妹と弟はそれを快く思わず、貧しくても元のクリーンファイトの兄に戻ってほしいと願っていた。
実はマンティスのゴムのような肉体には一部分だけが固くなるという弱点があり、マモルの友人である部田が偵察に失敗した際にさせられたスパーリングでこの秘密を看破されたため、マモルにその弱点を突かれて敗れた。敗北後は改心し、妹と弟の説得もあってクリーンファイトに戻ることを誓った。制裁を受ける寸前にマモルとタノン、そして観客に紛れていたヒガンテの加勢により制裁を逃れた。

ダニエル
パイソンの直弟子の1人。胸にはニシキヘビの中部の胴体のタトゥーを入れている。カポエイラの使い手で、棘を生やしたカメのような形のヘッドギア（形状としてはスコルピオン同様、ほとんどヘルメット）をかぶっている。マモルとの正式な戦闘は描かれなかった。

クロコダイル
パイソンの直弟子の1人。胸にはニシキヘビの頭部に近い部位の胴体のタトゥーを入れている。ワニの頭を模したヘッドギアをかぶっている。同じくマモルとの正式な戦闘は描かれなかった。

### その他
プーアン
タイ人のショートカットの可愛い女の子。マモルたち日本選手団のガイドを務めていた。後に部田（後述）と共にマモルの手助けをする。

部田 丸男（）
マモルの小学校からの友人で日本の陸上選手団の1人。兄を救うためムエタイに転向したマモルの決意を見届け、マモルをサポートする決意をした。
マンティス・ボーイとの試合前、独断で偵察するも失敗し、その制裁としてマンティスのスパーリングをさせられてしまう。だが、その際にマンティスの肉体がもたらす弱点を看破し、これをマモルに伝えて勝利に導いた。

山田監督（）
マモルの中学校の先生。マモルの走り高跳びの才能に目をかけていたが、兄を救うためムエタイに転向したマモルからの手紙を読んでショックを受けながらも、他の部員たちと共にマモルを応援すると決めた。

ヒガンテ
ラダン村・エレファント会道場の師範。見上げるような巨体の持ち主で、マモルを一度破るも、特訓して強くなったマモルの前に敗れた。その後は師範の座を弟子の一人に譲って道場主となり、マモルとの間に友情を築いた。バナナが好きで、関西弁で喋る。連載最終回でのニシキ蛇会によるマンティスへの制裁の時、新調した象のヘッドギアをかぶって加勢した。

バカンボ
ゼペットの永年の友人で、ラァン・ティン（ムエタイ選手の足首を保護する包帯）巻き一筋何十年の達人。目が悪いが、相手の心理状態を的確に見抜く力を持ち、試合での苦痛と恐怖に迷うマモルの心をほぐす役目を担った。別名「心のドクター」。

## 単行本
- ゆでたまご『蹴撃手マモル』 集英社 《ジャンプ・コミックス》、全4巻
  1. （1991年1月15日） ISBN 4-08-871661-2
  2. （1991年3月15日） ISBN 4-08-871662-0
  3. （1991年5月15日） ISBN 4-08-871663-9
  4. （1991年7月15日） ISBN 4-08-871664-7
- ゆでたまご『闘将!!ゆでたまご』集英社、2004年9月13日、ISBN 978-4-08-106729-9
読切作品『Kick Boxer マモル』を収録。

## 註
1. ↑  ゆでたまご『蹴撃手マモル』集英社〈ジャンプ・コミックス〉、1991年1月15日、ISBN 4-08-871661-2、カバー折り返し・作者コメント。
2. 1 2  ゆでたまご「EXTRA EPISODE 4 蹴撃手マモル ゆでコメ」『肉萬 〜キン肉マン萬之書〜』集英社、2008年8月31日、198頁。ISBN 978-4-08-908081-8。
3. 1 2 3 4  伊勢村一也（編）「『キン肉マン』だけじゃない!! 忘れ去られた「黒歴史」が今よみがえる!! ゆでたまご黒ニクル 1987-1991」『週刊プレイボーイ』2014年26号、集英社、2014年6月30日、151頁、雑誌20675-6/30。
4. ↑  『キン肉マン』作者・ゆでたまご 暗黒期の格闘マンガ3作品とは - エキサイトニュース(2/5)